# ウベハウス
ウベハウス株式会社は、日本にかつて存在した住宅メーカー。中国地方を中心にプレハブ工法による鉄筋コンクリート構造の一戸建て住宅（注文建設および建て売り）を取り扱っていた。鳥取県米子市に本社を置くほか、創業地の山口県山口市に営業本部を設けていた。

## 事業所
- 本社
  - 鳥取県米子市古豊千561-2
- 営業本部
  - 山口県山口市嘉川3471-1

## 沿革
- 1961年 - 宇部興産（現：UBE）が住宅事業に参入。公営住宅用プレキャストコンクリート板の販売を行う。
- 1966年 - 鳥取県米子市にて中海宇部コンクリート工業株式会社を設立（資本金350万円）。
- 1971年 - 代理店販売方式により鉄筋コンクリート造住宅「ウベハウス」の販売を開始。当時はセメント販売部がフランチャイザー（本部）を担当。
- 1973年 - 中海宇部コンクリート工業がウベハウス中海工業株式会社に社名変更、宇部興産に住宅販売部が発足。
- 1982年 - 宇部興産の全額出資により、東京都新宿区（新宿NSビル）に宇部興産住宅株式会社を設立。「ウベハウス」の設計・販売・施工を行い、住宅事業の拡大を目指す。
- 1989年 - 全国の6つの直販の販社（宇部興産住宅、大阪宇部ハウス、東海宇部ハウス、九州宇部ハウス、他）を統合、宇部興産全額出資によりウベハウス株式会社を設立（本社：東京都新宿区）。
- 1998年 - ウベハウス中海工業が、ウベハウスの経営権を宇部興産から譲受し、経営を事実上一体化（宇部興産グループから独立）。宇部興産は実質的に住宅事業から撤退。
- 2002年 - ウベハウス中海工業とウベハウスが経営統合、ウベハウス中海工業をウベハウス株式会社に改称。これにより本社（登記本店）を米子市に移転し、山口市は営業本部となる。
- 2008年6月16日 - コンクリートパネル製造部門のウベパネル工業と共に民事再生法の適用を申請。負債55億9300万円。静岡県に本拠を置く鉄筋コンクリート住宅メーカー・百年住宅（静岡市駿河区）傘下の「百年住宅西日本」「百年住宅西日本パネル工業」に事業譲渡。百年住宅西日本は同年6月2日設立、百年住宅西日本パネル工業は同年6月4日設立で、実質的にウベハウス・ウベパネル工業の受け皿会社として設立されたもの。百年住宅西日本の本社はウベハウス営業本部のあった山口市嘉川、百年住宅西日本パネル工業の本社はウベパネル工業のあった米子市古豊千としている。

なお、ウベハウスの北海道・北関東地区の代理店であったウベハウス東日本は（旧）ウベハウスとは別法人で、現在も独自に「ウベハウス」ブランドを掲げて存続している。